# Robert Drury (marino)
Robert Drury (nacido en 1687; fallecido entre 1743 y 1750) fue un marino inglés en el navío Degrave que naufragó con 17 años en la isla de Madagascar. Permaneció atrapado allí durante quince años. A su regreso a Inglaterra un libro que supuestamente contaba sus memorias sería publicado en su nombre en el año 1729. Aunque fue un éxito de ventas, la credibilidad de los detalles del libro sería cuestionada por los historiadores posteriormente. Sin embargo, los historiadores modernos han demostrado que muchos detalles del libro son auténticos y que la historia en sí es uno de los relatos históricos más antiguos que describen la vida en el sur de Madagascar durante el siglo XVIII.

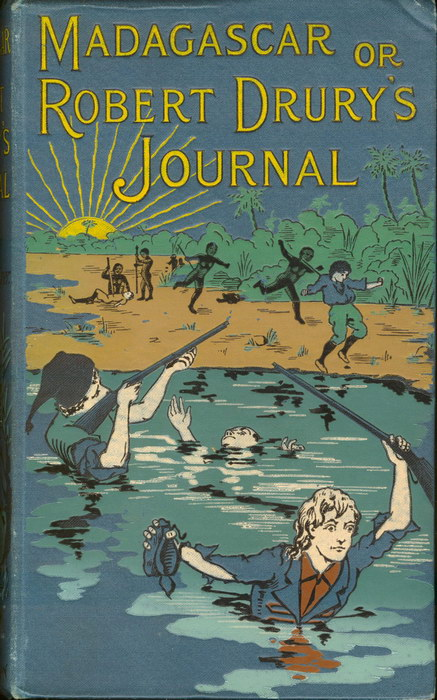
El diario de Robert Drury, edición de 1897

## Primeros años
Robert nació en Crutched Friars, en el barrio de Tower Hamlets en Londres, y posteriormente se trasladaría a Old Jewry cerca de Cheapside, donde su padre regentaba una posada llamada The King's Head. Con trece años su padre le consiguió un pasaje a bordo del navío Degrave, que se dirigía a la India.

## Náufrago y esclavo

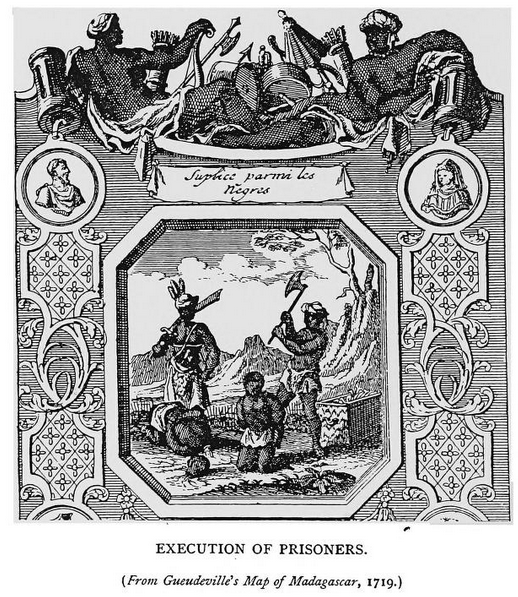
Ilustración de la ejecución de los prisioneros por los Antandroy del diario de Robert Drury

### El Degrave
El Degrave dejó el puerto de Londres en febrero de 1701 y llegó a la India cuatro meses después sin incidentes. Sin embargo, en el viaje de vuelta embarrancó cerca de Isla Mauricio y la tripulación se vio obligada a abandonarlo en la punta sur de Madagascar, al no haber conseguido llegar al Cabo de Buena Esperanza. El rey malgache Andriankirindra de los Antandroy dio la bienvenida a los marineros ingleses, pero pretendía mantenerlos cautivos para incrementar su posición entre los demás reyes Antandroy.

### Aventuras entre los Antandroy
Los marineros cautivos intentaron huir de Andriankirindra a las tierras del este, donde Abraham Samuel, un nativo negro de Martinica reinaba sobre las tribus Antanosy en los que hoy es conocido como Tôlanaro/Fort-Dauphin. Este intentó fallido de huida terminó con la mayoría de los marineros supervivientes despedazados y muertos y sólo dos jóvenes, entre los que se encontraba Robert Drury, consiguieron salvar la vida. Entonces fue entregado al rey Andriamivaro como su esclavo.
Al principio Robert se mostró reticente a aceptar la esclavirtud, pero finalmente consiguió pasar de ser un jornalero agrícola a un pastor de vacas y finalmente se convirtió en el carnicero del rey. Permaneció en la corte real durante unos diez años. En los años siguientes estalló la guerra con los pueblos vecinos del oeste, los Mahafaly, y a continuación estalló una guerra fratricida entre el rey Andriamivaro y sus tíos y primos, entre los que se encontraba el Gran Rey de los Antandroy. Un emisario del rey Sakalava de Fiherenana (parte del reino de los Menaba) terminó con la guerra civil ofreciendo una alianza contra los Mahafaly. Este emisario también se reunió con Drury, ofreciéndole que si huía a Fiherenana lo ayudaría a subir al primer barco británico que encontraran.
Rober consiguió escapar y encontró refugio con Andrianafarana, un rey rival de los Antandroy. Entonces huyó de nuevo de este amo, y viajando hacia el norte a través del país de los Bara, encontró el río Onilahy y lo siguió hasta la bahía de St. Augustine, actualmente la ciudad malgache de Toliara en el sudoeste de Madagascar, y la capital de Fiherenana.

### Sobreviviendo en la Costa Oeste
Tras llegar a la costa oeste de Madagascar, Robert consiguió reunirse con una comunidad de esclavos huidos, blancos y negros. Después de un nuevo enfrentamiento entre los aliados Antandroy y sus enemigos Mahafaly, Drury se vio obligado a buscar refugio más al norte, en esta ocasión en la corte del legendario rey Andriamanetriarivo de Menabe, hermano del rey Andriamandisoarivo del reino de Boina. Estos dos hermanos crearon dos reinos que dominarían la mayor parte de la isla Madagascar, desde la costa oeste hasta el interior.
Finalmente, gracias a sus nuevos amigos europeos, Robert consiguió enviar noticias a su padre en Londres afirmando que había conseguido sobrevivir. El padre de Robert le pidió a un capitán esclavista llamado Mackett que viajara a Madagascar con su barco, el Masselage, y trajera a su hijo de regreso a Inglaterra. El objetivo principal del barco era comprar esclavos del reino de Boina, en el noroeste de Madagascar.

## Vida posterior y memorias
Finalmente Robert consiguió regresar a Inglaterra el 9 de septiembre de 1717, tras más de dieciséis años de ausencia. Por desgracia sus padres habían muerto. Posteriormente regresaría a Madagascar para convertirse en un traficante de esclavos. Incluso puede que se dedicase a la piratería durante un tiempo. Al final se convirtió en un sencillo portero y conserje en la East India House. Se dice que frecuentaba la Old Tom's Coffee House en Birchin Lane contando sus aventuras sobre Madagascar.
Robert Drury publicó sus memorias bajo el título Madagascar, or Robert Drury's Journal (Madagascar, o el diario de Robert Drury) en 1729. El libro fue muy elogiado en su época y tuvo siete ediciones hasta la década de 1890, pero comenzaron a surgir sospechas sobre su autenticidad, debido a que muchas partes del libro estaban parafraseadas de la Historia de Madagascar de Etienne de Flacourt, publicado en 1658. Además, el editor de Drury era el mismo que el de Daniel Defoe, con el que compartía el mismo estilo literario. De hecho, el diario puede haber sido una obra de Daniel Defoe basada en información del libro de Flacourt. Muchos historiadores como Schomerus-Gernbock, Raymond K. Kent y Mike Parker Pearson, que han estudiado las regiones de Androy y Mahafaly, están convencidos de que la historia demuestra que su autor conocía muy bien Madagascar. De hecho, Mike P. Pearson ha encontrado evidencias arqueológicas que corroboran muchas partes del relato de Drury. Estos descubrimientos han sido publicados en su libro In Search of the Red Slave.
Robert Drury murió en algún momento entre la publicación de la tercera (1743) y la cuarta (1750) edición de su diario.